# Ngọc Thứ Lang
Ngọc Thứ Lang (tên thật là Nguyễn Ngọc Tú), là một dịch giả lừng danh với kiệt tác "Bố già".

## Tiểu sử
Nguyễn Ngọc Tú sinh tại miền Bắc Việt Nam.
Ông từng du phục ở Paris đến 1954 mới về nước.
Những năm đầu của thập niên 50 của thế kỉ XX.
Năm 1955, ông in và bán quyển "Tại sao tôi di cư?" của tác giả Bằng Bá Lân cho Bộ Thông tin Chính phủ Việt Nam Cộng Hòa. Ông kiếm được nhiều tiền từ lợi tức của quyển sách.
Ông đã từng có một mối tình với một cô giáo đã có chồng, chồng của cô giáo ra Bắc và không trở về, từ đó hai người nảy sinh tình cảm nhưng gia đình cô gái không chấp nhận. Dẫn đến việc cô gái tự tử, từ đây cuộc đời ông lao dốc không phanh. Ông nằm luôn trong một nhà bán thuốc phiện ở hiẻm Monceaux, Tân Đinh, sau 1956 là đường Huỳnh Tịnh Của nối dài. Ông ăn, ngủ, hút trong căn nhà ấy và trở thành một người với hai bàn tay trắng với bệnh nghiện hút nặng sau khi rời khỏi căn nhà đầy khói thuốc ấy.
Năm 1965, ông viết cho Tuần San Thứ Tư của Nguyễn Đức Nhuận là cho các tờ báo khác với bút danh là Ngọc Thứ Lang. Vào những năm ấy, ông dịch tác phẩm "The Godfather" đặt tên cho bản dịch là "Bố già". Bản dịch nhanh chóng được đón nhận khắp Sài Gòn những năm 1968, 1972.
Năm 1976 ông đến dự Khóa Bồi Dưỡng Chính trị cho văn nghệ sĩ Sài Gòn do Hội Văn Nghệ Giải Phóng Thành phố Hồ Chí Minh tổ chức.
Cuối năm 1976 ông bị bắt đi hồi phục nhân phẩm ở Bình Triệu. Trong quá trình cai nghiện ông viết cho tờ bích báo của Trung Tâm Hồi Phục Nhân Phẩm, trong lúc ấy ông được gặp một nữ phóng viên người ngoại quốc và đưa bản dịch "Bố già" cho nữ kí giả.
Ông mất tại trại cải tạo Phú Khánh vào cuối những năm 70 của thế kỉ XX.

## Tác phẩm
Ông là dịch giả của những tác phẩm:
Bố Già (The Godfather) - Mario Puzo
Đất tiền đất bạc - Mario Puzo
Gái Đêm (The Girl From Midnight)
Quần Đảo Ngục Tù(Архипелаг ГУЛАГ) - Aleksandr Isayevich Solzhenitsyn
Tử Chiến Mafia (Crazy Joe) - Mike Barone